# دانشگاه ملی دو پیلار
دانشگاه ملی دو پیلار (به اسپانیایی: Universidad Nacional de Pilar) یک دانشگاه در پاراگوئه است که در ناحیه نیمبوکو واقع شده‌است.